# Ліга чемпіонів з хокею
Ліга чемпіонів з хокею — європейський хокейний турнір, створений з ініціативи 26 клубів, 6 національних ліг та міжнародною федерацією хокею з шайбою (IIHF). Дебют турніру відбувся в сезоні 2014–15.
Переможець отримує «European Trophy».

## Історія
У сезоні 2014–2015 в основній сітці грали 44 команди з 12 країн, розділені на 11 груп, що грали за круговою системою. Переможці груп та 5 кращих команд, що посіли другі місця, пройшли до плей-оф. Плей-оф грався серією з двох матчів, де переможець визначався кількістю закинутих шайб.
У сезонах 2015–2016 та 2016–2017 участь брало 48 команд, розділених на 16 груп. З кожної групи проходило 2 команди, що брали участь у плей-оф раунді.
З сезону 2017–2018 формат буде відображенням Ліги чемпіонів УЄФА – 32 команди, з них 24 – учасники 6 асоціацій-засновників. Усі місця отримуються за результатами ігрової кваліфікації, клубам-засновникам не гарантується місце в турнірі. Від кожної асоціації виходить до 5 команд (залежно від трирічних рейтингів). Учасники будуть розділені на 8 груп по 4 команди, 2 кращі з кожної стануть учасниками плей-оф, який гратиметься двоматчевою серією до фіналу, який буде гратися в один матч.
З сезону 2023—24 змінився формат турніру, кільіксть команд зменшилась з 32-х клубів до 24-х.

## Формат

### Формат змагань до сезону 2022—23 років
Існує три види ліцензій: A, B і С.
Ліцензія А
Станом на сезон 2016–2017, 26 команд-засновників отримують ліцензію А.
Ліцензія В
Дві команди, що є учасниками асоціацій засновників (Австрія, Чехія, Фінляндія, Німеччина, Швейцарія, Швеція), та не мають ліцензії А: переможець регулярного сезону та переможець плей-оф попереднього сезону отримують ліцензію В.
Порядок вибору:
1. Чемпіон
2. Переможець регулярного сезону
3. Віце-чемпіон регулярного сезону
4. Віце-чемпіон
5. Найкраща команда, що програла у півфіналі
6. Найгірша команда, що програла у півфіналі

Якщо ці шість пунктів не дозволяють отримати визначену кількість команд (Австрія: 4; Німеччина, Швейцарія, Чехія: 5; Швеція та Фінляндія: 6), то обирають за третім та четвертим місцем регулярного сезону.
Ліцензія С
Отримують чемпіони континентального кубку, Британії, Норвегії, Франції, Данії, Словаччини, Білорусі та Польщі.

## Сезони
| Сезон   | Кількість команд | Кількість матчів                  | Середня відвідуваність            | Чемпіон                           | Срібний призер                    |
| ------- | ---------------- | --------------------------------- | --------------------------------- | --------------------------------- | --------------------------------- |
| 2014—15 | 44               | 161                               | 3,049                             | Лулео                             | Фрелунда                          |
| 2015—16 | 48               | 157                               | 3,261                             | Фрелунда                          | Кярпят                            |
| 2016—17 | 48               | 157                               | 3,240                             | Фрелунда                          | Спарта Прага                      |
| 2017—18 | 32               | 125                               | 3,369                             | ЮІП                               | Векше Лейкерс                     |
| 2018—19 | 32               | 125                               | 3,400                             | Фрелунда                          | Ред Булл Мюнхен                   |
| 2019—20 | 32               | 125                               | 3,446                             | Фрелунда                          | Маунтфілд                         |
| 2020—21 | 32               | скасовано через пандемію COVID-19 | скасовано через пандемію COVID-19 | скасовано через пандемію COVID-19 | скасовано через пандемію COVID-19 |
| 2021—22 | 32               | 123                               | 1,988                             | Регле                             | Таппара                           |
| 2022—23 | 32               | 125                               | 2,841                             | Таппара                           | Лулео                             |
| 2023—24 | 24               | 101                               | 3,475                             | Женева-Серветт                    | Шеллефтео АІК                     |
| 2024—25 | 24               | 101                               | 4,194                             | ЦСК Лайонс                        | Фер'єстад                         |